# Học thuyết tế bào

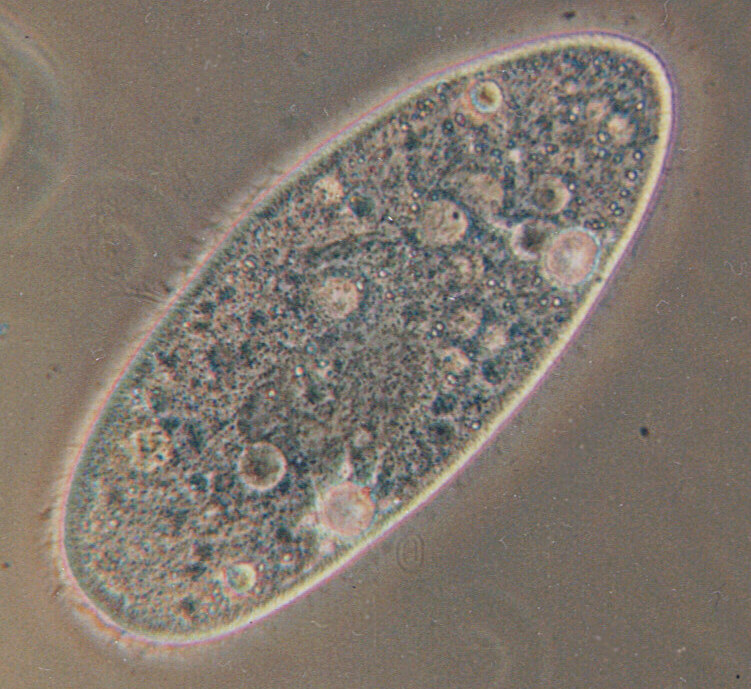
Paramecium aurelia, một loài trùng lông, thuộc sinh vật đơn bào.

Trong sinh học, học thuyết tế bào hay thuyết tế bào là một lý thuyết khoa học miêu tả các tính chất của tế bào cũng như giải thích nguồn gốc của sự sống bắt nguồn từ các tế bào, đồng thời cũng là tiền đề cho học thuyết tiến hóa Darwin. Những tế bào là đơn vị cơ bản trong cấu trúc của mọi sinh vật và cũng là đơn vị cơ bản của sự sống. F. Engel (1870) đã đánh giá học thuyết tế bào là một trong ba phát kiến vĩ đại nhất của khoa học tự nhiên thế kỷ XIX (cùng với học thuyết tiến hóa và định luật bảo toàn chuyển hóa năng lượng).

## Lịch sử
Với sự phát triển liên tục của khả năng phóng đại của kính hiển vi, công nghệ đã đủ để cho phép khám phá ra tế bào vào thế kỷ XVII. Robert Hooke là người đầu tiên sử dụng kính hiển vi để thực hiện quan sát khoa học đầu tiên về tế bào, mở ra ngành khoa học sinh học tế bào. Năm 1665, Hooke đã nghiên cứu lát cắt mảnh nút bần (tức mô bần - mô thực vật bị bần hóa và đã chết) nhờ kính hiển vi quang học thô sơ có độ phóng đại 30 lần. Nhờ đó ông thấy mô bần được cấu tạo gồm rất nhiều ô rỗng có thành bao quanh, xếp cạnh nhau như tổ ong nên ông gọi chúng là tế bào (nguyên văn: cellulae, tiếng Latin có nghĩa là xoang rỗng, dịch theo Hán Việt là tế bào: tế là rỗng, bào là xoang). Vào lúc Hooke quan sát thì các tế bào thực vật đã hóa bần và chết, chỉ còn lại thành tế bào nên có dạng xoang rỗng.
Sau đó, cùng với sự phát triển của kính hiển vi thì càng có nhiều nhà khoa học đã phát hiện ra nhiều loại tế bào hơn như tế bào vi sinh vật, động vật, thực vật và cũng phát hiện ra tế bào có cấu tạo rất phức tạp. Tiêu biểu nhất là Antonie van Leeuwenhoek, nhà khoa học người Hà Lan, vào những năm 1674 - 1683 đã dùng kính hiển vi có độ phóng đại khoảng 300 lần phát hiện được các tế bào như: vi sinh vật trong giọt nước ao, tế bào máu, tế bào tinh trùng động vật. Từ quan sát này ông đã có kết luận rằng tế bào có cấu tạo phức tạp gồm màng sinh chất, tế bào chất chứa các bào quan và nhân chứ không chỉ có dạng xoang rỗng như Hooke thấy. Tuy nhiên vì lí do lịch sử nên vẫn dùng thuật ngữ tế bào để gọi chúng.
Trong một thế kỷ sau đó, đã có nhiều tranh luận xung quanh tế bào giữa các nhà khoa học. Hầu hết những tranh luận này bao gồm bản chất của sự tái sinh tế bào, và ý tưởng về tế bào như là đơn vị cơ bản của sự sống. Học thuyết tế bào cuối cùng được hình thành vào khoảng năm 1838 - 1839, với sự đóng góp của nhà thực vật học Matthias Schleiden và nhà động vật học Theodor Schwann: Tất cả sinh vật được cấu tạo từ tế bào và tế bào là đơn vị sống cơ bản của sinh giới. Phát biểu này đánh dấu sự ra đời (theo quy ước) của Sinh học tế bào.
Tuy vậy, nhiều nhà khoa học khác như Rudolf Virchow (bác sĩ người Đức) và Louis Pasteur (nhà khoa học người Pháp) cũng có những đóng góp bổ sung cho học thuyết. Năm 1858, Virchow phát biểu thêm rằng: Tế bào sinh ra từ tế bào có trước. Năm 1862, Pasteur chứng minh rằng: Sự sống không tự hình thành ngẫu nhiên từ các chất vô sinh. Từ đây, học thuyết tế bào trở thành cơ sở của sinh học và sự giải thích về chức năng của tế bào được công nhận rộng rãi.

## Nội dung học thuyết tế bào
Ngày nay, dưới ánh sáng của khoa học hiện đại, học thuyết tế bào vẫn giữ nguyên giá trị và thường được phát biểu thành ba mệnh đề gồm các ý chính như sau:
1. Tế bào là đơn vị cấu trúc và chức năng nhỏ nhất của mọi sinh vật sống.
Tế bào là cấu trúc nhỏ nhất có biểu hiện đầy đủ các đặc tính cơ bản của sự sống, gồm 4 đặc tính chính sau[9]:
  - Trao đổi vật chất và năng lượng
  - Sinh trưởng và phát triển
  - Sinh sản
  - Cảm ứng và thích nghi

Ngoài ra còn có một số đặc tính khác của sự sống như: sự biệt hóa tế bào, sự chết theo chương trình tế bào, điều hòa hoạt động gen,...[10]
2. Mọi sinh vật được cấu tạo từ một hoặc nhiều tế bào. Các quá trình chuyển hóa vật chất và di truyền diễn ra bên trong tế bào.
Sự sống có cơ sở phân tử nhưng không có phân tử nào, kể cả DNA, tự sống còn và hoạt động bên ngoài tế bào.[12] Về sau có những tranh luận xung quanh sự sống tồn tại dưới dạng không có tế bào, như ở virut.[15] Tuy nhiên, vì virut khi ở bên ngoài tế bào chủ tồn tại ở dạng tinh thể phân tử, chưa biểu hiện được tất cả các đặc tính cơ bản của sự sống nên chưa được xem là sinh vật mà thường được gọi là một "dạng sống" hay "thực thể sống", được hiểu là dạng chuyển tiếp từ sự không sống đến sự sống.
3. Các tế bào chỉ được sinh ra từ tế bào có trước.
Mặc dù tế bào đầu tiên được hình thành ngẫu nhiên trong môi trường Trái Đất nguyên thủy (khoảng 3,5 tỷ năm trước), nhưng tế bào hiện nay không còn khả năng ngẫu sinh nữa và chỉ có thể được tạo ra từ tế bào có trước. Tất cả tế bào hiện nay đều là hậu duệ của tế bào đầu tiên đó.[10]

## Ý nghĩa
Học thuyết tế bào cho thấy tính thống nhất trong đa dạng của sinh giới, rằng tất cả các sinh vật hiện tại đều được tạo ra từ một tế bào đầu tiên. Đây là một trong ba luận điểm quan trọng của triết học duy vật biện chứng, chứng minh sinh giới được tạo ra từ ngẫu sinh hóa học và tiến hóa lâu dài, chứ không phải do bất kỳ một lực lượng siêu nhiên nào.